# 隱藏副脂䲁
隱藏副脂䲁（學名：Paraclinus arcanus），為輻鰭魚綱䲁形目脂䲁科副脂䲁屬的一個種，分布於西南大西洋巴西海域，本魚體延長，吻尖，頸鰭卷鬚較短，有2-4個小突起，背鰭硬棘30-32枚、臀鰭硬棘2枚、臀鰭軟條18-20枚，體長可達3.2公分，棲息在水淺的岩石潮間帶潮池，生活習性不明。